# Acronis True Image
Acronis True Image est un logiciel de manipulation d'image disque pour Windows, Linux et macOS créé par Acronis et distribué sous licence utilisateur final. 
Il est utilisé notamment dans la sauvegarde et la récupération d'image disque depuis ou vers un support externe tel qu'un Serveur NAS (Network Attached Storage) relié au réseau, un périphérique de stockage USB, ou bien le Cloud de la société.

## Systèmes de fichiers supportés par le logiciel
Les systèmes de fichiers supportés sont :
- NTFS,
- FAT16 et FAT32,
- Ext2 et Ext3,
- ReiserFS et Reiser4,
- Linux Swap.

En plus des systèmes de fichiers bénéficiant d'un soutien public, Acronis True Image fournit également des matières premières du secteur de sauvegarde et de restauration des options pour tous les autres systèmes de fichiers. 'Raw' mode fournit un soutien pour un système de fichiers qui est corrompu, ou qui n'est pas officiellement supporté, en capturant une image complète de tous les secteurs sur le disque. Cette méthode se traduit par une plus grande image fichier tel qu'il n'est pas en mesure de compresser, redimensionner, sélective ou restaurer des fichiers sur le système de fichiers non reconnus.